# محاصره دارا (۵۷۳)
محاصره دارا در سال ۵۷۳ در طی نبرد ایران-بیزانس در ۵۷۲–۵۹۱ صورت پذیرفت. این محاصره ۴ ماه به طول انجامید و در پایان آن، ساسانیان موفق شدند تا شهر را تسخیر کنند. این‌طور گزارش شده‌است که اخبار سقوط دارا که از دیرباز پایگاه شاهنشاهی بیزانس در میان‌رودان فوقانی بود، باعث دیوانه شدن ژوستین دوم شده‌است.